# عموی آمریکایی‌ام
عموی آمریکایی‌ام (فرانسوی: Mon oncle d'Amérique‎) فیلمی در ژانر درام به کارگردانی آلن رنه است که در سال ۱۹۸۰ منتشر شد. این فیلم در سی و سومین جشنواره بین‌المللی فیلم کن برندهٔ جایزهٔ بزرگ شده‌است.

## بازیگران
- ژرار دوپاردیو
- نیکول گارسیا
- پیر آردیتی
- دانیل داریو
- ژان گابن
- ژان ماره
- روژه پیر
- شارلوت بونه